# Іщук Інна Анатоліївна
Інна Анатоліївна Іщук (до шлюбу Ткаченко, нар.. 13 жовтня 1972, Тирасполь, Молдавська РСР) — українська дитяча письменниця.

## Життєпис
У 1994 році закінчила Одеський національний університет імені І. І. Мечникова, хімічний факультет, спеціальність молекулярна електроніка.
В 1997 році вступила до Літературного інституту імені Горького на факультет прози, який закінчила у 2002 році. 
Перша книга-збірка ліричних мініатюр «Холодна ночівля» вийшла в 1996 році.
З 2002 року в Москві у видавництві «Лінг» виходять книги для дітей «Подивіться на мене». «Маленький плутишка», «Як Маша будинок шукала». Видавництво «Проф-пресс» Ростов-на-Дону випускає цілу серію книжок-картонок «Кит Філя», «Веселка», «Хто великий, хто малий», «Транспорт», «Добре і погано», «Потрібні машини», «Круті тачки», «Як вітром заняття знайшли» та інші. Ростовське видавництво «Малюк» видає «Абетку справ», «Загадки про комах», «Єнот-пілот» і т. д. Потім в 2005 році В Придністров'ї виходить збірка віршів «Сонячними доріжками». У Києві книжка українською мовою «Домашні тварини». 
Протягом 15 років видано близько 100 книжок для дітей, збірок віршів і прози, альманахів в Росії, Україні, Придністров'ї. Друкується в дитячих журналах "Спокійної ночі малюки, «Кукумбер», «Дзвіночок», «Міша», «Филіппок», «Чомучка». У журналі «Веселка» (Київ), «Сучасник» (Москва), «Московський вісник», «Лоза» (Придністров'я). Автор сценаріїв до передачі «На добраніч малюки». 
З 2002 року членкиня Союзу письменників Росії, з 2007 Національної Спілки журналістів України. Бронзова призерка фестивалю «Болдинська осінь в Одесі», фіналістка фестивалю «Пушкінська осінь в Одесі». 
Веде дитячу сторінку «Одессинка» в газеті «Одесская жизнь». Активно пише в газетах «Порто-Франко», «Моряк України», «Комсомольська правда в Україні», журнал «Фаворит удачи» та інші. У 2012 році вступила до Одеського відділення Всеукраїнського союзу письменників-мариністів. У 2017 році стала переможницею V Міжнародного конкурсу на кращий твір для дітей «Корнейчуківська премія».
Активно залучає дітей і молодь до ілюстрації творів дитячих письменників Одещини. Найуспішнішою стала співпраця з Єлизаветою Лісютіною-Церковною. 
Веде активну просвітницьку діяльність разом з бібліотеками Одещини.   